# ناله‌هایی از زندان ریدینگ
ناله‌هایی از زندان ردینگ (The Ballad of Reading Gaol) شعری از اسکار وایلد است. این شعر را هوشنگ ایرانی به فارسی ترجمه کرد.

## منابع

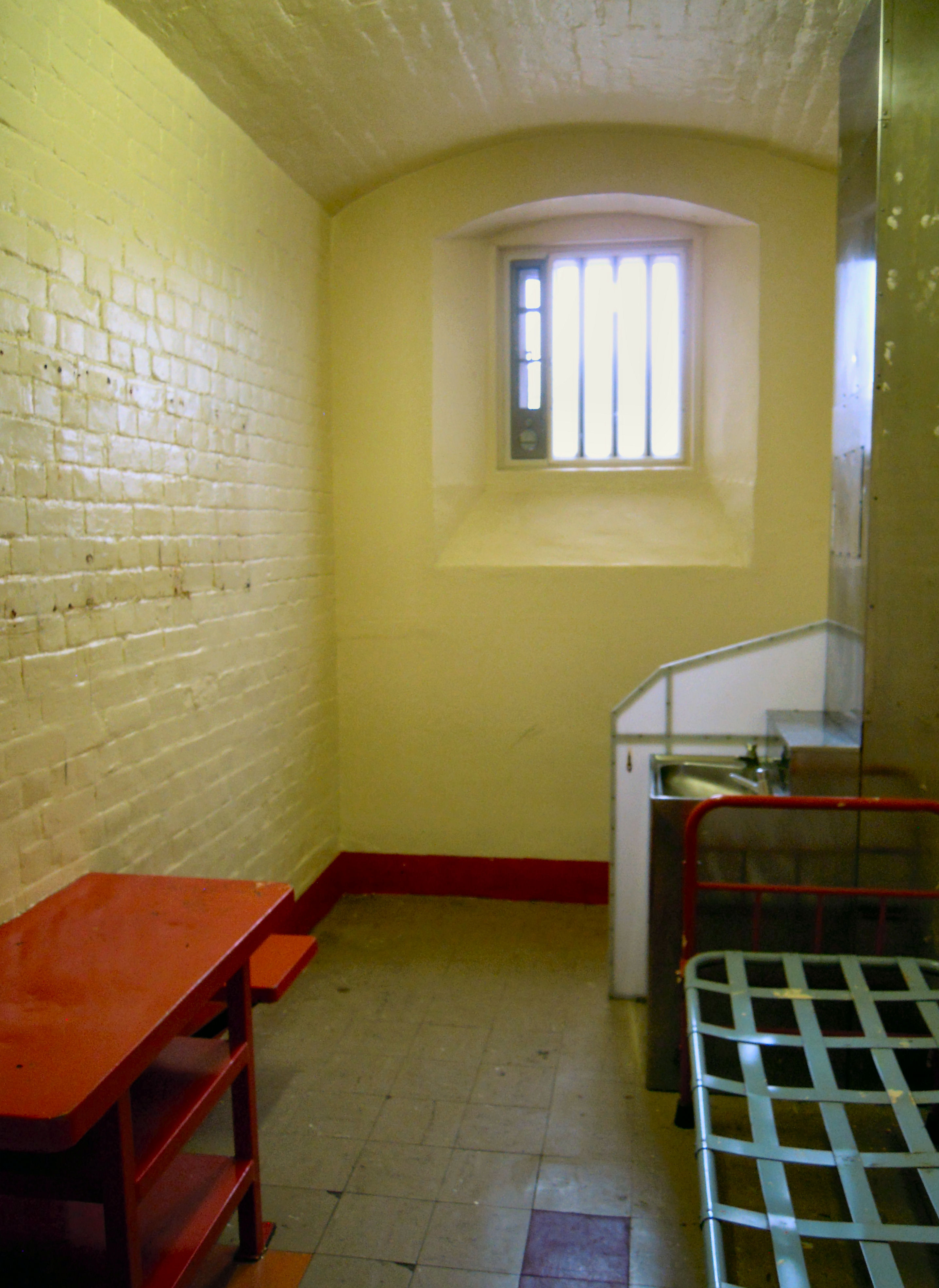
تصویر کنونی از سلول اسکار وایلد در زندان ردینگ